# 乔恩·安帝
乔恩·安帝（1952年4月30日—）是一位美国科学记者，毕业于康涅狄格州三一學院，曾为NBC News和ABC News撰写科学新闻，曾任美国企业研究院访问学者。